# Jeremy Thorpe
John Jeremy Thorpe (29 de abril de 1929 – 4 de diciembre de 2014) fue un político británico que se desempeñó como Miembro del Parlamento por North Devon desde 1959 a 1979, y como líder del Partido Liberal entre 1967 y 1976. En mayo de 1979 fue juzgado en Old Bailey bajo los cargos de conspiración e incitación al asesinato, a raíz de su temprana relación con Norman Scott, un antiguo modelo. Thorpe fue absuelto de todas las acusaciones, pero el caso, y el escándalo alrededor del mismo, acabó con su carrera política.
Thorpe era hijo y nieto de miembros del Parlamento del Partido Conservador, pero decidió alinearse con el pequeño y decaído Partido Liberal. Luego de rendir un examen para ejercer la abogacía en la Universidad de Oxford se convirtió en la estrella liberal de la década de 1950. Entró al Parlamento a los 30 años, destacándose rápidamente, y fue elegido líder del partido en 1967. Luego de un comienzo incierto en el que el partido perdía terreno, Thorpe capitalizó la creciente impopularidad de los partidos Conservador y Laborista, llevando a los liberales a un período de grandes éxitos electorales. Este tuvo su punto culmen enelecciones generales de febrero de 1974, cuando el partido ganó 6 millones de votos. Bajo el sistema uninominal sólo obtuvo 14 bancas, pero dentro de un parlamento colgado, ya que ningún partido tenía mayoría, Thorpe se encontraba en una poderosa situación. Se le ofreció un puesto en el gabinete de la mano del primer ministro conservador, Edward Heath, si llevaba a los liberales a formar una coalición con ellos. La condición para realizar un acuerdo era una reforma del sistema electoral, lo cual fue rechazado por Heath, quien renunció a favor de la minoría laborista.
Las elecciones de febrero de 1974 fueron el pináculo de su carrera. Luego de ello, él y el partido empezaron a descender, particularmente a fines de 1975 cuando los rumores de su implicación en un plan para matar a Norman Scott comenzaron a multiplicarse. Thorpe renunció al liderazgo del partido en mayo de 1976, cuando su posición se hizo insostenible. Cuando el asunto llegó a las cortes tres años después, Thorpe decidió no presentar ninguna prueba para no ser interrogado por el letrado de la fiscalía. Esto dejó muchas intrigas; a pesar de ser absuelto, Thorpe quedó desacreditado y no volvió nunca más a la vida pública. Desde mediados de 1980 comenzó a ser afectado por mal de Parkinson. Durante su largo retiro gradualmente recobró el afecto de su partido, y a su muerte fue honrado por la siguiente generación de líderes, a quienes despertó interés por sus roles como internacionalista, activista de derechos humanos y opositor del apartheid.
El director de cine Stephen Frears ha recreado su vida en la miniserie A Very English Scandal, protagonizado por Hugh Grant.